# Объективное вменение
Объективное вменение — это привлечение лица к уголовной ответственности без установления его вины. Объективное вменение может заключаться как в привлечении к уголовной ответственности за случайные последствия действий человека, так и в привлечении к ответственности лиц, действия которых вообще не состоят в причинной связи с причинённым вредом, но наказание которых по каким-либо причинам представляется целесообразным.

## Объективное вменение в уголовном праве древнего мира
В уголовном праве древнего мира вменение, за редким исключением, было строго объективным. Не различалось умышленное и неосторожное причинение вреда, к преступлению приравнивались случайные повреждения. Возможным субъектом преступного деяния наравне с человеком признавались животные и даже неодушевлённые предметы.
Так, законодательство Зороастра предписывало, чтобы собака злого нрава, которая нападала на людей и животных, была бы подвержена мучительной казни. Ей отрезали правое ухо, затем левое, обрубали хвост, лапы и, наконец, убивали.
В Древней Греции, по свидетельству Демосфена и Полибия, существовал трибунал, ведомству которого подлежали дела об убийствах, осуществлённых предметами неодушевлёнными: камнями, деревьями и так далее. Одним из первых по времени дел, рассматривавшихся этим судом, было дело о топоре, при помощи которого один жрец умертвил быка.
В Древнем Египте лицо, случайно убившее священное животное, наказывали смертной казнью.
В Законах Хаммурапи содержалась, например, следующая норма:

(§ 229) Если строитель построил человеку дом и свою работу сделал непрочно, а дом, который он построил, рухнул и убил хозяина, то этот строитель должен быть казнён.
(§ 230) Если он убил сына хозяина, то должны убить сына этого строителя.

Смертная казнь в этой ситуации (в соответствии с принципом талиона) применяется к человеку, который вообще не имел никакого отношения к совершённому деянию.
В древнееврейском праве существовал принцип, по которому невинно пролитая кровь требовала мести. Только после осуществления этой последней смывалось то пятно, которое падало на целую страну, в пределах которой имело место правонарушение. Единственным средством смывания такого пятна было пролитие крови того, кто пролил невинную кровь. Однако существовало чёткое разграничение умышленного и неумышленного преступления:

Кто ударит человека так, что он умрет, да будет предан смерти; но если кто не злоумышлял, а Бог попустил ему попасть под руки его, то Я назначу у тебя место, куда убежать [убийце]; а если кто с намерением умертвит ближнего коварно [и прибежит к жертвеннику], то и от жертвенника Моего бери его на смерть.
— Исх. 21:12—14
Также существовала ответственность за вред, нанесённый принадлежащими человеку животными — но только если об их агрессивности было известно хозяину заранее.

Если вол забодает мужчину или женщину до смерти, то вола побить камнями и мяса его не есть; а хозяин вола не виноват; но если вол бодлив был и вчера и третьего дня, и хозяин его, быв извещён о сём, не стерёг его, а он убил мужчину или женщину, то вола побить камнями, и хозяина его предать смерти; если на него наложен будет выкуп, пусть даст выкуп за душу свою, какой наложен будет на него. Сына ли забодает, дочь ли забодает, — по сему же закону поступать с ним.
— Исх. 21:28—31
По взглядам римского права в сакральный период его истории, случайное убийство в такой же мере требует искупления перед божеством, как и убийство умышленное.

## Объективное вменение всредневековомуголовном праве
С распространением христианства (вышеупомянутые цитаты из Ветхого Завета входят и в христианскую Библию) и общим развитием общества к объективному вменению добавляется субъективное. Во внешнем вреде ищут проявления внутренней виновности действующего. В направлении его воли, в его недостаточной заботливости о поддержании господства юридического порядка видят основу ответственности.
В русском праве первые зачатки субъективного вменения встречаются ещё в Русской Правде. Она различала, например, убийство злоумышленное, в разбое, «без всякия свады» и убийство «на пиру явлено», в ссоре, а при истреблении имущества особо выделяла злоумышленность, учинение вреда — «пакощами», «пакости дея».
По Уставной книге Разбойного приказа в случае совершения убийства предписывается выяснить: как именно было совершено убийство: умышленьем или пьяным делом, неумышленьем. Соответственно этому устанавливается ответственность.
Однако это лишь отдельные проявления субъективного вменения. В основном по средневековому праву основанием ответственности является причинение вреда, а вине отводится второстепенная роль. Соборное уложение 1649 года, например, относит к неосторожной вине случайное причинение вреда.

## Объективное вменение в уголовном правеНовогоиНовейшего времени
В этот период на смену объективному вменению практически полностью пришло субъективное вменение.
Однако отдельные пережитки объективного вменения продолжали оставаться в законодательных актах. Так, Уложение о наказаниях уголовных и исправительных 1845 года устанавливало, что в случаях, когда к ответственности привлекается юридическое лицо, каждый отдельный его член должен был уплатить свою часть как наказание, без всякого отношения к его личной виновности. На этом основании участвовали в платеже подобной пени не только те члены юридического лица, которые знали или могли знать о совершении преступного деяния, но и находившиеся в отсутствии, душевнобольные и так далее.
Объективное вменение сохранялось и в некоторых советских уголовных кодексах. Так, статья 7 Уголовного кодекса РСФСР 1926 года устанавливала, что меры социальной защиты (наказание) применяются не только в отношении лиц, совершивших общественно опасные действия, но и к лицам, представляющим опасность по своей связи с преступной средой или по своей прошлой деятельности. Примерами объективного вменения можно также назвать части статьи 58 того же кодекса, в том числе привлечение к уголовной ответственности так называемых «членов семьи изменников Родины».

## Объективное вменение в современном праве

### В России
Действующий Уголовный кодекс РФ в ч. 2 ст. 5 прямо запрещает объективное вменение. Некоторые учёные, однако, считают, что и в российском праве в отдельных случаях лицо привлекается к ответственности без учёта его субъективного отношения к отдельным признакам состава преступления. Например, некоторые авторы указывают, что характер объективного вменения имеют случаи, когда субъекту вменяются в ответственность отдалённые во времени от преступного деяния последствия: так, в судебной практике как наступление иных тяжких последствий при изнасиловании квалифицируется самоубийство потерпевшей, даже произошедшее через длительное время после изнасилования.
Другим примером является существующее в науке мнение, что допускается привлекать к уголовной ответственности лиц, совершивших преступление в состоянии опьянения, вызвавшего «фактическую невменяемость» лица. Между тем, указывается, что привлечение к уголовной ответственности фактически невменяемого — это один из видов объективного вменения.
Признаки объективного вменения усматриваются отдельными учёными и в принципе «незнание закона не освобождает от ответственности» — несмотря на то, что в уголовном законодательстве РФ презумпция знания закона явным образом не вводится, она применяется на практике. Другими учёными отмечается, что «незнание закона не равнозначно отсутствию сознания общественной опасности» и потому действия такого лица всё равно являются виновными.

### В других странах мира
Право некоторых зарубежных стран (в первую очередь относящихся к англо-американской правовой семье) допускает объективное вменение. Так, например, английское право допускает объективное вменение (англ. strict liability) по отношению к таким преступлениям, как нарушение общественного порядка (англ. public nuisance), клевета, в том числе богохульная (англ. criminal and blasphemous libel), неуважение к суду (англ. criminal contempt of court).